# Yrjö Veli Paatero
Yrjö Veli Paatero (ur. 1901, zm. 1963) – fiński dentysta, znany jako wynalazca metody zewnątrzustnego wykonywania pantomogramu.
W 1959 uzyskał tytuł profesora i 1960 objął stanowisko profesora Radiologii stomatologicznej na Uniwersytecie w Turku.
W 1963 zmarł na zakrzepicę tętnic wieńcowych.